# Jeremiah Dyson
Jeremiah Dyson (1722 - 16 septembre 1776) est un fonctionnaire britannique et un homme politique. 

## Biographie
Il étudie à l'Université d'Édimbourg et est inscrit à l'Université de Leyde en 1742. Il crée une pension à son ami le poète et médecin Mark Akenside, puis défend contre William Warburton le livre Plaisirs de l'imagination d'Akenside. C'est un ami de Samuel Richardson. 
Il achète le poste de greffier de la Chambre des communes en 1748 et cesse de vendre les emplois subordonnés à son poste. Il devient conservateur après l'accession de George III. Il est député pour Yarmouth, île de Wight de 1762 à 1768, de Weymouth et Melcombe Regis, de 1768 à 1774, et de Horsham, 1774. Il est nommé commissaire de la chambre de commerce, de 1764 à 1778; un Lord du trésor, de 1768 à 1774; et un conseiller privé en 1774. 
Il appuie le traitement réservé par Lord North aux colonies américaines. Isaac Barré le surnomme "Mungo" (l'esclave noir dans The Padlock d'Isaac Bickerstaffe), pour l'attention qu'il porte aux affaires parlementaires. 